# Eugène Louis Bouvier

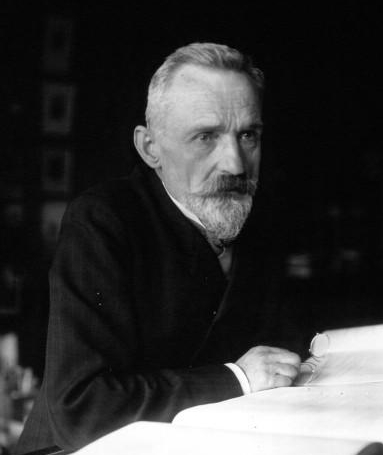
Eugène Louis Bouvier (1911)

Eugène Louis Bouvier (* 9. April 1856 in Saint-Laurent-en-Grandvaux; † 14. Januar 1944 in Maisons-Laffitte, Paris) war ein französischer Naturforscher, Entomologe, Malakologe und Crustacealoge.

## Leben
Bouviers Vater Pierre Célestine Bouvier war Uhrmacher. Seine Mutter hieß Victorine Augustine geb. Guy. Eugène Louis Bouvier ging von 1862 bis 1872 in die Gemeindeschule von Saint-Laurent-en-Grandvaux. Von 1872 bis 1875 besuchte er das Lehrer-Seminar von Lons-le-Saunier (École normale primaire de Lons-le-Saunier), war Hilfslehrer in Clairvaux-les-Lacs und Lehrer in Versailles (ab 1878) und in Villefranche-sur-Saône, wo er 1881 Gymnasial-Professor wurde.
Zwischen 1882 und 1887 war er als Stipendiat am Muséum national d’histoire naturelle bei Edmond Perrier und Alphonse Milne-Edwards tätig. Ab 1883 studierte er an der Sorbonne Naturwissenschaften. Unter dem Einfluss von Perrier an der École Normale Supérieure de Saint-Cloud wurde er Anhänger der Evolutionstheorie von Charles Darwin. Er promovierte 1887 in den Naturwissenschaften über Système nerveux, morphologie générale et classification des Gastéropodes prosobranches (1887 im Druck erschienen). 1889 wurde er nach einem Wettbewerb Professor an der École supérieure de Pharmacie. 1887 trat er fest in das Muséum national d’histoire naturelle ein, wurde dort Professor für Zoologie (1894), wo er von 1896 bis zu seiner Pensionierung im Jahre 1931 Vorsitzender des entomologischen Labors war als Nachfolger von Émile Blanchard. 1931 ging er in den Ruhestand.
Er begann mit dem Studium der vergleichenden Anatomie von Mollusken und wies in seiner Dissertation die Einheitlichkeit der Vorderkiemerschnecken (Prosobranchia) nach und widerlegte damit Hermann von Ihering (dessen Sohn Rodolpho von Ihering war später sein Schüler). Seinen Ruf als hervorragender vergleichender Anatom festigte er durch Untersuchung weiterer Molluskengruppen, von Stummelfüßern (1907) und Walen (1889). Danach wandte er sich Arthropoden zu und arbeitete er mit Milne-Edwards über Systematik und Morphologie von Crustaceen und deren Phylogenese. Besondere Aufmerksamkeit widmete er der Entwicklung ihrer Extremitäten als Anwendung der Evolutionstheorie. Einflussreich war auch sein Buch über das Verhalten von Insekten, das 1918 erschien. In den 1930er Jahren unternahm er eine Revision der Systematik der Pfauenspinner.
1905 nahm er an einer meeresbiologischen Expedition des Fürsten von Monaco in der Saragossasee teil, wobei er Tiefseefauna studierte.
In seiner letzten Arbeit (Mémoires Acad. Sci. Paris 1942) wies er die Corystoideae als älteste Gruppe der Krabben nach.
1902 wurde er Mitglied der Académie des Sciences und 1925 deren Präsident. Im Dezember 1925 wurde er zum assoziierten Mitglied der Académie royale des Sciences, des Lettres et des Beaux-Arts de Belgique gewählt. Er war ab 1913 Mitglied und ab 1922 Kommandeur der Ehrenlegion.
1910 bis 1940 war er Mitglied des Institut Pasteur (und 1926 bis 1940 in deren Rat), wo er schon 1894 einen Mikrobiologie-Kurs besuchte und 1906 bis 1910 Entomologie unterrichtete. 1894 war er Präsident der französischen zoologischen Gesellschaft und 1897 der französischen entomologischen Gesellschaft. 1901 erhielt er den Prix Petit-Dormoy der Académie des Sciences. Ferner ist er Namensgeber für den Mount Bouvier in der Antarktis.

## Schriften (Auswahl)
- Recherches sur les affinités des Lithodes & des Lomis avec les Paguridés (1895)
- Nouvelles observations sur les glaucothoés (1905)
- Vie psychique des insectes (1918)
- Habitudes et Métamorphoses des insectes (1919)
- Le Communisme chez les insectes (1926)
- Monographie des lépidoptères saturnides (1934)
- Décapodes marcheurs de la faune de France (1940)
- Notice sur les travaux scientifiques de M. E-L. Bouvier, professeur au Muséum d'histoire naturelle. Imp. typographique et lithographique Le Bigot Frères, 1901.